# Catalán salat

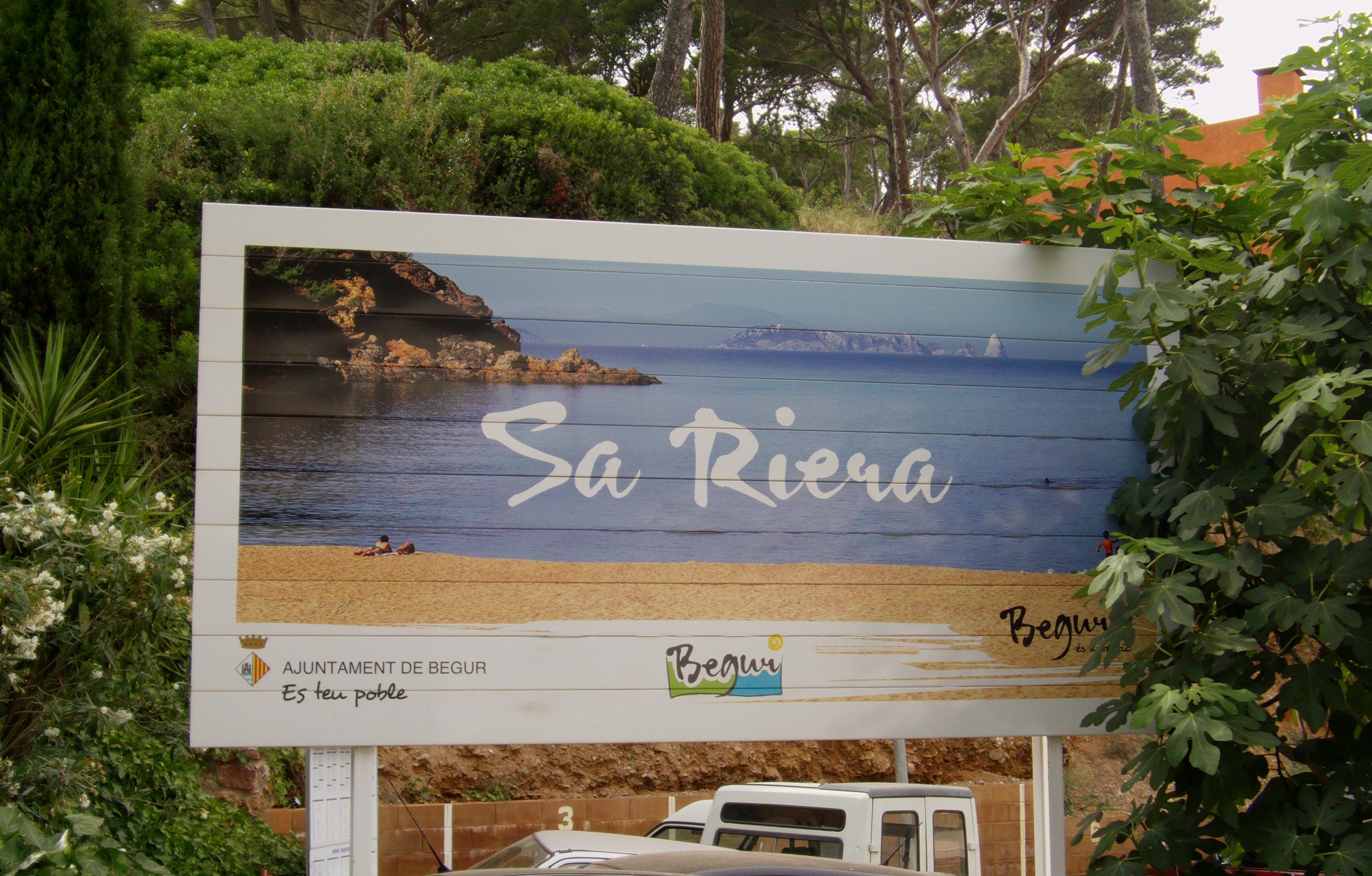
Ejemplo de la recuperación identitaria de "es teu poble" del artículo salat en Sa Riera, Bagur (Gerona)

Dialecto salat dentro del catalán peninsular.

El catalán salat o "salado" es un rasgo dialectal que se da en determinados dialectos y hablas catalanas caracterizadas principalmente por el uso de los artículos denominados salats (o sigmáticos) es (masculino singular), sa (femenino singluar), es (masculino plural), ses (femenino plural), que derivan de los artículos latinos ĬPSE, ĬPSA e ĬPSŬM.
Es propio de algunos dialectos orientales, como el balear y algunos subdialectos de pueblos concretos del litoral de Gerona, Valle de Gallinera y Tárbena.  Además, es propio de algunas lenguas románicas como el sardo en Cerdeña (Italia).
La etimología del nombre viene dada por el verbo "salar" que hace referencia al uso de los artículos "salats".

## Historia
Durante la época antigua las formas lingüísticas sigmáticas o saladas eran un rasgo del catalán común, es decir, el catalán salat era el habitual en toda la lengua, pero con el paso del latín a las lenguas románicas, disminuyó su uso por la connotación negativa que le adquirieron hasta que finalmente se extinguió.  En época antigua no era un rasgo dialectal restringido a ciertas áreas o variedades dialectales, como sucede actualmente. Los testimonios de la lengua preliteraria sugieren que el uso de las formas sigmáticas fue general en todo el dominio. Todos los textos de los siglos X y XI muestran invariablemente formas sigmáticas.
Los artículos del catalán surgieron del demostrativo IPSE  hasta la época literaria, en la cual el artículo ILLE o también conocido como artículo literario sustituyó al artículo IPSE o artículo salat. En el siglo XII se nota la competencia de las formas no sigmáticas, y a partir del siglo XIII las formas sigmáticas decaen claramente frente a las formas no sigmáticas. La toponimia también muestra la extensión general de las formas sigmáticas en áreas donde actualmente no hay formas sigmáticas: Puigsacalm, Collsacabra, Collsacreu, San Juan Despí, San Justo Desvern, San Clemente Sasebas, etc.
Fue en el siglo XII y segunda mitad del siglo XIII cuando comenzó el proceso de sustitución, ya que es cuando se inicia con la escritura, que se impuso como forma predominante de exponer la lengua, y la lengua oral se veía como una lengua vulgar. En este momento el artículo ILLE pasó a ser el más prestigiosos por ser el único utilizado en la lengua escrita, mientras que el IPSE pasó a ser empleado en el habla oral o coloquial y, por eso, no hay indicios en el registro escrito de este, porque no era considerado como un demostrativo culto. Por esta consideración negativa el artículo salat fue desapareciendo hasta no usarlo y tan solo permaneciendo activo en lugares aislados como característica propia. Aunque las formas no sigmáticas empiezan a predominar, pudiera ser que el uso de las formas sigmáticas tuviera un uso más general en la lengua coloquial que en la lengua hablada, ya que en ocasiones los copistas siguen introduciendo es, sa por descuido. El hecho de que las formas sigmáticas fueran las que se extendieron a los nuevos territorios de la Corona de Aragón como Baleares sugieren lo mismo. Mucho más tarde de esta época, las formas sigmáticas estaban en desuso en la mayor parte del dominio lingüístico, permaneciendo activo en lugares aislados como característica propia.
Actualmente, este rasgo dialectal se da de forma generalizada solo en el catalán balear (excepto en Pollensa) y de forma más local en algunos pueblos de la Costa Brava, así como en dos pueblos de la Comunidad Valenciana repoblados por mallorquines después de la expulsión de los moriscos. Antiguamente, en la Edad Media, se "salaba" en toda la zona de Cataluña donde ahora se habla catalán oriental central, quedando numerosos testimonios en la toponimia: Sant Pere Sallavinera (Sa Llavinera), Sant Martí Sesgueioles (Ses Gueioles), San Juan Despí (des Pi), Solivella (s'Olivella), San Lorenzo Savall (sa Vall), etc.  
Estas formas no se consideran propias de la lengua estándar dado que el criterio del Instituto de Estudios Catalanes para que así sea, es que los rasgos lingüísticos deben aparecer en dos grandes dialectos. No obstante son universalmente usados en el habla habitual balear y en escritos poco formales como en carteles publicitarios.

## Motivos de la pérdida del catalánsalat
A partir de la imposición del artículo literario, estas formas han caído en desuso y desde finales de la década de 1950, el uso del artículo salat de la costa catalana ha descendido muchísimo. Básicamente, el desuso del artículo salat se explica por los siguientes factores:
- El fenómeno migratorio: a mediados del siglo XX, los pueblos del litoral de Gerona tuvieron un gran crecimiento de población debido a la inmigración exterior y de otros hablantes portadores de variantes dialectales sin este rasgo. Hubo muchas parejas mixtas y se acabó con el tipo de sociedad endogámica.
- La llegada del turismo: también fue importante el impacto del turismo. Los pequeños municipios de la costa crecieron considerablemente y el sistema de vida de sus gentes cambió. En esta época, la pesca ya no es la principal actividad económica: las playas dejaron de estar ocupadas por las barcas pesqueras para llenarse de turistas. Se edificaron hoteles, apartamentos, tabernas, entre otros. Igualmente, las distancias entre los pueblos se acortaban. Se mejoraron las comunicaciones entre los núcleos, lo que favoreció la movilidad. Los automóviles se convirtieron en un bien de consumo que las familias comenzaron a poder adquirir. El uso del artículo salat quedó reducido a las poblaciones peor comunicadas y de acceso más difícil (como los núcleos marineros del municipio de Bagur (Gerona)). Su uso a días de hoy solo se extiende mayoritariamente entre la población de edad avanzada.
- La situación geográfica y las comunicaciones con los alrededores
- La falta de prestigio lingüístico: el artículo salat experimentó una pérdida de prestigio en la segunda mitad del siglo XX. Su uso quedaba fuera de la lengua escrita y del ámbito de la enseñanza, cosa que hizo que se percibiera de forma negativa.

Además, estas formas no se consideran propias de la lengua estándar dado que el criterio del Instituto de Estudios Catalanes para que así sea, es que los rasgos lingüísticos deben aparecer en dos grandes dialectos. No obstante son universalmente usados en el habla habitual balear y en escritos poco formales como en carteles publicitarios.

## Variedades del catalán salat

### Comarcas de Gerona
El catalán salat estaba muy extendido hace siglos por la provincia de Gerona, tanto en los pueblos de la costa, como del interior. Concretamente en una zona delimitada por dos ríos: el río Tordera y el río Ter. Esta zona estaba formada por las localidades de tres comarcas: la Selva, el Bajo Ampurdán y el Alto Ampurdán.
A pesar de que es difícil datar el cambio lingüístico en estos núcleos, empezó a variar en los años 50 del siglo XX, ya que tuvieron lugar transformaciones sociales y estructurales. Es decir, el artículo salat ha caído progresivamente y tan solo se utiliza en Cadaqués en ciertos contextos a días de hoy. Aunque el artículo salat se conserva con menor incidencia en Bagur, Calella de Palafrugell y Tosa de Mar.

#### El caso de Cadaqués
Cadaqués (Gerona) es la única localidad del nordeste de Cataluña donde se mantiene vigente el uso del artículo salado debido a su aislamiento durante muchos años, en el que tan solo se podían comunicar por vía marítima. Ahora bien, los más jóvenes cada vez lo utilizan menos. La influencia de la lengua estándar y, sobre todo, el cierre de la transmisión generacional propician decisivamente la recesión. Esta tendencia hacia la pérdida del salat tan sólo puede ser frenada por la buena percepción del uso del salat que tienen algunos habitantes de la localidad, que identifican el elemento como una seña local de identidad que no quieren perder y, por tanto, son conscientes, que se ha de proteger. Además, el ayuntamiento trata de mantenerlo y publica algunos escritos en esta variedad.

### La Marina (Comunidad Valenciana)
El caso del habla salada en la Marina viene dado por la repoblación por unas 150 familias procedentes de las Islas Baleares tras la expulsión de los moriscos a principios del siglo XVII a diversas localidades limitadas por Tárbena i Valle de Gallinera. Actualmente, el catalán salat se utiliza en la localidad de Tárbena, ya que a principios del siglo XX en Valle de Gallinera se dejó de hablar.

#### Valle de Gallinera
Valle de Gallinera es un municipio de la Marina Alta, comarca alicantina, formada por 7 núcleos de población (Benirrama, Benialí, Benissivá, Benitaia, la Carrotja, Alpatró, Llombai y Benissili). Ha sido una de las localidades con rasgos propios del habla mallorquina como es el artículo salat hasta hace unas cuantas décadas que entró en desuso.
Tras su desuso, algunos habitantes emplearon una estructura lexicalizada con el artículo literario (la/el), el artículo salat (sa/es) y un sustantivo. Esta estructura mostraba el predominio de la forma derivada de ILLE. Los datos actuales indican que en estos núcleos de población, el uso del artículo salado y el léxico procedente de las familias mallorquinas fuera residual.

#### Tárbena
Tárbena es un municipio de la Marina Baja, comarca alicantina, que se ubica entre diversas montañas y por eso, tiene un difícil acceso. Es la única localidad en la cual la mayoría de sus habitantes mantienen y conservan los rasgos propios del habla mallorquina, como el artículo salat.
Antiguamente, sus hablantes trataban de ocultar su variedad, ya que se trataba de una forma de desprestigio. Pero fueron loas generaciones más jóvenes que rompieron con esa costumbre y hicieron que su peculiar forma de hablar fuera símbolo de prestigio por su peculiaridad.
El "parlar de sa" o "parlar tarbener", nombres con los que sus hablantes denominan su lengua", está extendido en muchos ámbitos de usos, excepto a la hora de referirse a conceptos importantes, prestigiosos, abstractos, etc. que utilizan el artículo literario (la televisió y l'església). Aunque solo se utiliza en la lengua oral y en los textos informales como mensajes de texto o correos.
Para tratar de mantener el habla de este pueblo, el Centre de Estudios de Repoblación Mallorquina, una asociación con carácter de institución académica, lanzó "Sa Festa des Parlar de Sa", una iniciativa para difundir el patrimonio lingüístico y la estima que perdura a días de hoy en la localidad alicantina. Además, la Academia Valenciana de la lengua ha editado "Jo també parla de sa", un material didáctico dirigido para fomentar el uso de su principal identidad entre los estudiantes de primaria y secundaria.

### Al resto de la Romania
La variedad del catalán salat estuvo en la Romania, y fue en las lenguas occitanorromances en las cuales perduraron más.

#### Lengua occitana
Es una de las lenguas en las cuales el artículo salado perduró, aunque actualmente solo se conserva en una zona del territorio nizardo, alrededor de la vila de Grasse.

#### Sardo
Es la lengua románica que se habla en la isla de Cerdeña. Esta lengua tiene mucha influencia del catalán tras la ocupación catalana de la isla y por eso el artículo salat es más característico, tras ser el único utilizado. Aunque no está extendido por toda la isla de Cerdeña como es el caso del norte de la isla.

## Caracterización gramatical del catalán salat

### Artículos
Los artículos del catalán salat son los rasgos más identificativos, técnicamente son conocidos como los artículos latinos ĬPSE, ĬPSA e ĬPSŬM.
- La -> Sa
- El -> Es
- Les -> Ses
- Els -> Es[1]

Junto con las preposiciones se pueden dar las siguientes combinaciones:
- a + es -> as
- de + es -> des
- per + es -> pes (antiguamente p'es)
- ca + es -> cas (antiguamente ca's)

En el catalán balear, después de la preposición amb (con) o en se usa so (masculino singular) y sos (masculino plural), salvo en Pollensa, donde, como ya se ha dicho no se sala sino que se utiliza lo, y los, tras la preposición amb.
Dialectalmente el artículo salado masculino plural es se pronuncia ets en Mallorca ante palabras que empiezan por un sonido vocálico
Los artículos salados nunca son utilizados ante nombres de personas donde se usan los artículos personales en y na, reducidos a n' ante vocal o hache.